# جامه‌بالان
جامه‌بالان (نام علمی: Amphiesmenoptera) نام یک فراراسته از رده حشرات است. این گروه به دو راسته پولک‌بالان (پروانه‌سانان) و بال‌مودار تقسیم میشود.